# بیمارستان پیامبران

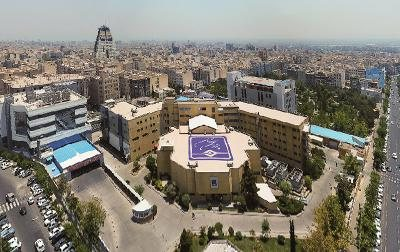
بیمارستان در ۱۳۹۸

بیمارستان پیامبران یا بیمارستان فوق تخصصی و خصوصی پیامبران یک بیمارستان در بخش مرکزی منطقه ۵ تهران است، این بیمارستان در بلوار اباذر قرار دارد، این بیمارستان در سال ۱۳۶۸ پی ریزی شد و در ۱۳۸۱ تاسیس شد.

## تاریخچه
بیمارستان تخصصی و فوق تخصصی پیامبران در زمینی به مساحت 27 هزار متر مربع و با زیربنای 8 هزار مترمربع در سال 1368 هجری شمسی پی ریزی گردید و در نهایت بیمارستان در سال 1381 هجری شمسی مورد بهره برداری قرار گرفت. این بیمارستان را مرحوم آیت الله حاج سید جواد آل علی شاهرودی قدس سره به نیت كسب رضایت حق و خدمت به خلق پی نهاد که ایشان پس از عمری خدمت و مجاهدت در سال 1377 در سن 69 سالگی به دیدار معبود شتافتند. این مركز در ابتدا با 50 تخت شروع به فعالیت نمود ولی با ساخت و افتتاح بخش ها و واحدهای جدید حالا زیربنایی بالغ بر شصت هزار متر مربع دارد و در حال حاضر دارای 250  تخت فعال بستری میباشد و در آینده نزدیک تعداد تخت های بستری بیمارستان به 400 تخت خواهد رسید.
بيش از يك هزار پزشك در 70 رشته تخصصي و فوق تخصصي به صورت مستقيم با بيمارستان پيامبران همكاري دارند. همچنین بيش از 400 پرستار و ماماي با تجربه و بيش از 800 پرسنل اداري در اين بيمارستان گرد هم آمده اند تا بهترين خدمت ممكن را به مراجعان ارائه دهند. همچنین این مجموعه ی عظیم در کنار خدمات ارائه خدمات جامع درمانی و پایش سلامت دارای مجموعه رفاهی خدماتی در بالاترین سطح استاندارد های بین المللی برای ارائه خدمات به مراجعین شهرهای دیگر ایران و مهمانان خارجی می باشد .
از آن جمله می توان به هتل 5 ستاره ، مجموعه آبی درمانی ، مجموعه ورزش و سالن بدنسازی و GYM ، سالن ورزش های توپی ، تالار بین المللی همایش های ، سالن پذیرایی ، سالن کنفرانس ، مجموعه آموزش و پارکینگ اختصاصی برای مراجعین اشاره نمود. همچنین این مجموعه برای اولین بار در ایران به راه اندازی مرکز چکاپ و پایش سلامت در سطح بین المللی و با آخرین استاندارد های جهانی نموده است. 